# 四川工商学院
30°49′20″N 103°59′00″E / 30.82232°N 103.98330°E
四川工商学院是一所经教育部批准设立的综合型普通民办本科高等院校，有成都和眉山两个校区。学校始建于2001年，始称四川师范大学电子信息工程学院，2004年改制独立学院改名为四川师范大学成都学院，2014年转设民办本科改为现名。